# Nature
Nature és una de les revistes científiques més antigues i famoses. El seu primer número va sortir el 4 de novembre de 1869. A diferència d'altres revistes, no està especialitzada en cap camp en concret, i publica articles de temes molt diversos, encara que la seva principal àrea és la biologia. El seu principal competidor és la revista Science.
Amb una periodicitat setmanal, Nature és una publicació de la companyia Nature Publishing Group subsidiària de Macmillan Publishers, al Regne Unit. Nature té oficines a Londres, Nova York, San Francisco, Washington DC, Tòquio, París, Múnic i Basingstoke, i disposa de corresponsals propis en la majoria dels països industrialitzats. L'editorial publica també diverses revistes especialitzades sota el nom de Nature com Nature Neuroscience, Nature Methods, Nature Structural i Molecular Biology entre d'altres.
La revista és llegida per científics i investigadors de tot el món. La major part dels articles són exposicions de treballs d'investigació molt tècnics. No obstant això també inclou editorials i notícies científiques de caràcter general així com articles sobre política científica en diferents països, crítiques de llibres tècnics i de divulgació i articles sobre la història i el futur d'algunes disciplines científiques.
Per a la majoria dels científics publicar a Nature constituïx una marca de prestigi. Els articles publicats apareixen de vegades ressenyats per la premsa general i es considera que es troben en primera línia de la investigació científica. Alguns articles famosos publicats a Nature han estat:
- El descobriment de l'estructura de doble hèlix de l'ADN per James Watson i Francis Crick el 1953.
- El descobriment del primer planeta extrasolar 51 Pegasi per Major i Queloz el 1995.

Els articles originals que arriben a Nature se sotmeten a un rigorós sistema de revisió per experts internacionals en l'àrea de què es tracti, als quals la revista demana la seva opinió sobre els articles enviats a experts (avaluació d'experts) i fa que entorn del 95 % d'originals siguin rebutjats. En casos dubtosos alguns dels experiments són repetits per altres científics confidencialment abans de la publicació. Els editors de la revista realitzen també una important filtració determinant si l'article és o no d'interès general i si està o no entre els temes d'interès científics superior. Tot i tots aquests filtres alguns articles publicats per la revista van constituir famosos escàndols en demostrar-se la falsedat dels resultats presentats. Alguns exemples són els casos de la memòria de l'aigua o la fusió freda.
L'any 2007 ha estat guardonada amb el Premi Príncep d'Astúries de Comunicació i Humanitats juntament amb la revista Science.